# المائدة (حزم العدين)

تعديل مصدري - تعديل

المائدة هي إحدى قرى عزلة المعيظة بمديرية حزم العدين التابعة لمحافظة إب، بلغ تعداد سكانها 634 نسمة حسب تعداد اليمن لعام 2004.